# Trent (település)
Trent település Németországban, Mecklenburg-Elő-Pomeránia tartományban. Lakosainak száma 661 fő (2023. december 31.).

## Népesség
A település népességének változása:
| Lakosok száma | 674  | 661  | 667  | 656  | 661  |
|               | 2017 | 2019 | 2021 | 2022 | 2023 |